# Ануфриев, Владимир Иванович
Владимир Иванович Ануфриев (20.06.1923 — 2010) — военный учёный в области систем автоматизированного управления войсками, лауреат Ленинской премии (1970).
Родился 20 июня 1923 года в Ленинграде. До войны окончил один курс заочного отделения Ленинградского государственного университета.
В июне 1941 году мобилизован в РККА. Участник Великой Отечественной войны с января 1942 по июль 1943 г. (Карельский фронт, электротехник батареи, командир батареи 53-го гвардейского миномётного полка, командир взвода разведки). Окончил Ленинградское Краснознаменное военно-инженерное училище (1944 — ускоренный выпуск).
С 1946 г. помощник начальника штаба отдельного электроинженерного батальона, с 1947 секретарь политотдела управления строительства центрального полигона МВС, с 1949 г. батальонный инженер отдельного строительного батальона, с 1950 г. офицер отделения отдела мобилизационного планирования, вооружения и материально-технического обеспечения штаба Горьковского ВО, с 1951 г. батальонный инженер отдельного строительного батальона.
В 1957 г. окончил Военно-инженерную Краснознаменную академию им. В. В. Куйбышева и продолжил службу в НИИ-4 в должности старшего научного сотрудника лаборатории. С 1962 заместитель начальника, с 1964 начальник отдела. Полковник (1971).
Уволен с действительной военной службы в 1974.
Специалист в области систем автоматизированного управления войсками. Кандидат технических наук (1967), старший научный сотрудник (1971). Автор более 70 научных трудов, получил 4 авторских свидетельства.
Лауреат Ленинской премии (1970, в составе коллектива) — за создание автоматизированной системы централизованного управления РВСН («Сигнал») на базе разработки принципов построения больших территориальных информационно-управляющих систем. Награждён орденами Красной Звезды (30.12.1956), Отечественной войны II степени (06.04.1985) и медалями, в том числе «За оборону Ленинграда» (22.12.1942), Медаль «За оборону Советского Заполярья» (05.12.1944), «За победу над Германией в Великой Отечественной войне 1941—1945 гг.» (09.05.1945), «За боевые заслуги» (19.11.1951).
Сочинения:
- Методы оценки автоматизированных информационных систем в материально-техническом снабжении [Текст] / Канд. техн. наук В. И. Ануфриев, В. Г. Мухамедов, П. И. Толпин ; Гос. ком. Совета Министров СССР по матер.-техн. снабжению. ЦНИИ информ. и техн. экон. исслед. по матер.-техн. снабжению (ЦНИИТЭИМС). — Москва : [б. и.], 1976. — 21 с.; 21 см.

Умер в конце апреля 2010 года.